# A Momentary Taste of Being
A Momentary Taste of Being é uma novela de ficção científica da autoria de Alice Bradley Sheldon, publicada na antologia The New Atlantis and Other Novellas of Science Fiction (1975), sob o pseudônimo James Tiptree Jr., juntamente com outros contos e histórias de Gene Wolfe e Ursula K. Le Guin. O título da obra é inspirado num excerto da tradução de The Rubaiyat of Omar Khayyam de Edward Fitzgerald.

## Sinopse
Num mundo onde a sobrepopulação humana obriga a uma busca interestelar por um planeta habitável, Aaron Kaye é o psiquiatra residente da Centaur, a segunda nave relativista enviada pelas Nações Unidas. Após a tripulação descobrir um planeta potencialmente capaz de sustentar vida humana, é enviada uma equipa para investigar, contudo apenas um membro da tripulação retorna - Lory Kaye, irmã do Dr. Kaye, que é mantida em quarentena. As tensões entre a tripulação aumentam à medida que os líderes da expedição tentam decidir se devem ou não enviar uma mensagem para o planeta Terra dizendo-lhes para virem ao novo planeta.

## Publicações e edições
Para além da sua inclusão nas diversas edições de The New Atlantis and Other Novellas of Science Fiction, a história também foi publicada em Star Songs of an Old Primate (1978) e Her Smoke Rose Up Forever (1990), ambos volumes de contos publicados pela editora Tiptree.

## Recepção
A obra foi nomeada ao Prêmio Nebula de Melhor Novela em 1976 e garantiu o 7º lugar na lista de Melhor Novela da revista Locus em 1976.
Em 1996, a obra de Alice Bradley Sheldon serviu de inspiração para o título da tese e publicação A Momentary Taste of Being - Female Subjectivity, the Divine, and the Science Fiction of James Tiptree, Jr. da autoria de Inez van der Spek, seguindo-se Alien Plots - Female Subjectivity and the Divine in the Light of James Tiptree's ' A Momentary Taste of Being' em 2000.
Atualmente é considerado uma das primeiras histórias de ficção científica onde a total igualdade de género é representada na sua narrativa, tanto em termos de representação equitativa como em níveis académicos das suas personagens.